# Halifax Town Association Football Club
L'Halifax Town Association Football Club, meglio noto come Halifax Town, era un club calcistico di Halifax (West Yorkshire), nel Regno Unito. La squadra fallì nel 2008 e dalle sue ceneri nacque nello stesso anno il Football Club Halifax Town.

## Storia
L'Halifax Town Association Football Club venne fondato nel 1911 e militò nei primi anni di esistenza nei campionati locali dello Yorkshire e del Midlands. Nel 1921 la squadra entra nella English Football League per partecipare alla Third Division 1921-1922. Nella stagione 1934-1935 sfiora la promozione in cadetteria, terminando il campionato a soli due punti dai campioni della Third Division North del Doncaster.
Militerà nella Third Division North sino alla stagione 1957-1958, quando grazie al settimo posto conquistato in campionato avrà diritto a partecipare alla nuova Third Division a girone unico. Nella stagione 1962-1963 l'Halifax Town retrocede in Fourth Division, serie nella quale militerà sino alla Fourth Division 1968-1969, torneo nel quale ottiene la promozione in terza serie grazie al secondo posto ottenuto in campionato.
Nella Third Division 1970-1971 sfiora la promozione in cadetteria, chiudendo il campionato al terzo posto, a quattro punti dal Fulham promosso. L'Halifax Town retrocederà nuovamente in Fourth Division al termine della Third Division 1975-1976, chiusa al ventiquattresimo e ultimo posto.
Nella stagione 1992-1993 la squadra retrocede in Conference League, la quinta serie inglese. L'Halifax militò in Conference League sino alla stagione 1997-1998, conclusasi con la vittoria finale e la conseguente promozione in Third Division.
L'Halifax Town incappa in una nuova retrocessione in Conference League al termine della Third Division 2001-2002, chiusa al 24º e ultimo posto in campionato.
Nella Conference League National 2005-2006 perde la possibilità di tornare in Third Division, venendo sconfitta nella finale playoff dall'Hereford Utd.
Nella stagione 2007-2008 viene decurtata di dieci punti in campionato per problemi amministrativi, che porteranno poi nel 2008 al fallimento della squadra. Nello stesso anno viene fondato il Football Club Halifax Town.

## Allenatori
- Willie Watson (1954-1956)
- Billy Burnikell (1956)
- Don McEvoy (1962-1964)
- Willie Watson (1964-1966)
- George Kirby (1970-1971)
- George Mulhall (1972-1974)
- George Kirby (1978-1981)
- Jim McCalliog (1990-1991)
- George Mulhall (1996)
- George Mulhall (1997-1998)
- Mark Lillis (1999-2000)
- Peter Butler (2000) (interim)
- Tony Parks (2000) (interim)
- Paul Bracewell (2000-2001)
- Tony Parks (2001) (interim)
- Neil Redfearn (2001) (interim)
- Neil Redfearn (2002) (interim)
- Chris Wilder (2002-2008)

## Palmarès

### Competizioni nazionali
- Conference League: 1

1997-1998

### Competizioni regionali
- West Riding County Cup: 1

2003-2004